# الجائز الصندوقي

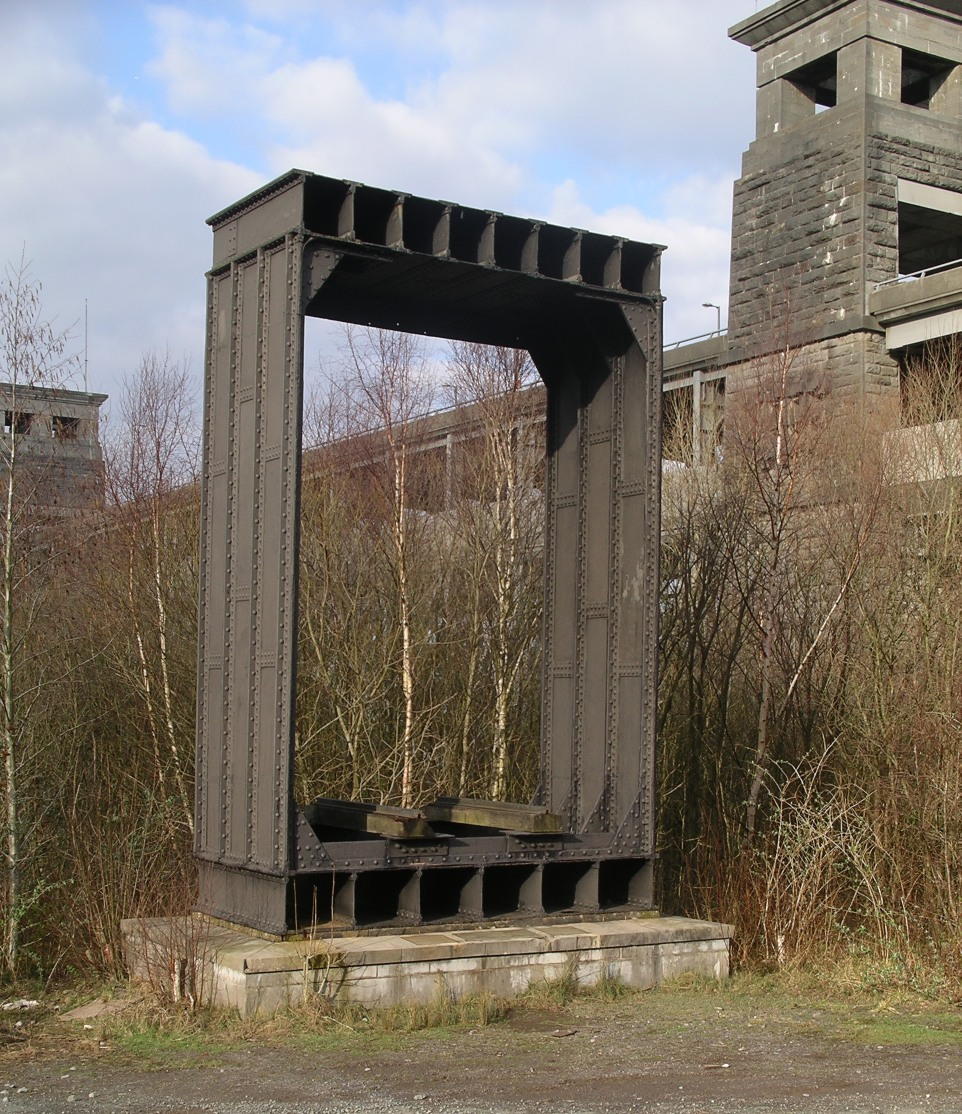

الجائز الصندوقي أو الأنبوبي هو جائز على شكل أنبوب مغلق بجدران متعددة، على عكس كمرتي آي وإتش. يُصنع أساسًا من حديد البرشام المطاوع، ويُصنع حاليًا من الفولاذ المدلفن أو الملحوم أو بثق الألومنيوم أو الخرسانة مسبقة الإجهاد.
يتميز الجائز الصندوقي بمقاومة الالتواء على نحو أفضل من كمرة آي. يحتوي الجائز على شبكات رأسية متعددة، والتي يمكنها دعم أحمال أكثر مقارنة بكمرة آي ذات ارتفاع مماثل (على الرغم من احتواءه على مواد أكثر من كمرة آي أطول منه وذات سعة مساوية له).
الفرق في التسمية بين الجائز الصندوقي والأنبوبي غير دقيق. يُستخدم مصطلح الجائز الصندوقي عمومًا في المقاطع المستطيلة. عندما يحمل الجائز «محتواه» داخل الصندوق، كما في جسر بريتانيا، يُطلق عليه اسم الجائز الأنبوبي. يُستخدم الجائز الأنبوبي إذا كان المقطع العرضي للجائز مستديرًا أو بيضاويًا، كما في جسر رويال ألبرت.
يُشار إلى الجائز بالخلوي عندما يتكون الجائز الصندوقي الكبير من أكثر من جدارين، أي من عدة صناديق.

## التطور
كان أغلب الأساس النظري للجائز الصندوقي نتيجة عمل المهندس سير وليام فيربيرن بمساعدة عالم الرياضيات إيتون هودغكينسون، في عام 1830 تقريبًا. سعى الاثنان إلى تصميم جائز بأقصى كفاءة ممكنة من المواد الجديدة من صفائح الحديد المطاوع المبرشم.

### البناء الخلوي
تُحمَّل معظم الجوائز بأحمال ساكنة بطريقة تكون أحد الشبكات تحت تأثير الضغط، والأخرى تحت تأثير الشد. استخدمت رافعات فيربيرن الأصلية نمط البناء الخلوي للواجهة المتعرضة للضغط في أذرعها، وذلك لمقاومة الانبعاج. كانت الذراع منحنية ومستدقة وتتألف من صفائح حديد مطاوع. شُكِّلت ثلاث خلايا داخل السطح المقعر (السفلي) لهذا الجائز، من الصفائح المبرشمة.
في حال استخدام الجوائز الأنبوبية على امتداد الجسر (أي تحميلها في الوسط وليس عند أحد الأطراف، كالرافعة) تكون قوة الضغط في الشبكة العليا من الجائز ولذلك توضع الخلايا في الأعلى. قد تتطلب القوى الديناميكية (الأحمال المتحركة، والرياح) أن تكون الواجهتين خلويتين. (يوضح مقطع جسر بريتانيا المحفوظ أن الحواف العلوية والسفلية كانتا من البناء الخلوي، ولكن (وفقًا لفيربيرن) بُنيت الحافة السُفلى بالنظام الخلوي، ليس بسبب طبيعة القوى التي كان عليها أن تتحملها، وإنما نظرًا لحجمها وما يترتب على ذلك من «صعوبات عملية كان من الممكن مواجهتها، في حال محاولة تنفيذ المساحة المقطعية اللازمة في كتلة صلبة»).
من بعض النواحي، لا يكون «الجائز الخلوي» على هذا النحو (مقارنة بالإطار الفضائي أو البناء الجيوديسي) نظرًا لعدم اشتراك الخلايا في دعم الأحمال من الجائز بأكملة، بل تعمل فقط على تعزيز صلابة صفيحة واحدة معزولة. يتطلب تصميم هذه الهياكل المتكاملة المعقدة تقنيات نمذجة رياضية تعود لما قبل عصر فيربيرن.

## في الجسور
ظهر جائز فيربيرن النظري في الوقت المناسب للطلب المتزايد على جسور السكك الحديدية الطويلة. استعان روبرت ستيفنسون به وبهودغكينسون كمستشارين للمساعدة في بناء جسري بريتانيا وكونواي، واحتوى كلاهما على مسار سكة حديد ضمن جائز أنبوبي كبير. بعد ذلك بفترة وجيزة، اختار برونيل استخدام زوجًا من الجوائز المستديرة ذات قطر صغير كجزء من جملون كبير في تشيبستو. على الرغم من أن العديد من أطول جسور السكك الحديدية المستخدمة في ستينيات القرن العشرين استخدمت جوائز صندوقية أو أنبوبية، رفض بنجامين بيكر استخدام الجائز الصندوقي في صفائح الشبكات في جسور السكك الحديدية طويلة الامتداد باعتبارها النوع الأقل تفضيلًا في جسور السكك الحديدية طويلة الامتداد التي سيكون من الضروري التحقق منها. يحتوي جسر كورونادوعلى أطول جائز صندوقي.
استُخدمت جسور الجوائز الصندوقية ذات المقطع العرضي المستطيل الضحل والتي تتسم بخصائص الجناح الحامل بشكل واسع في جسور الطرق منذ ستينيات القرن العشرين وما بعده، كجسر سيفرن، حيث كانت أخف بكثير من الجائز ذو النمط الجملوني الأكثر عمقًا والمستخدم في جسور قديمة كجسر البوابة الذهبية.

## شواغل السلامة المتعلقة بالجائز الصندوقي
في مطلع سبعينيات القرن العشرين، انهار عدد من جسور الجوائز الصندوقية أثناء البناء: جسر كليداو في ويلز، وجسر البوابة الغربية في أستراليا وجسر كوبلنز في ألمانيا. أسفر ذلك عن تصاعد مخاوف جدية بشأن الاستخدام المستمر للجوائز الصندوقية وإجراء دراسات شاملة عن سلامتها، بما في ذلك الاستخدام المبكر لنمذجة الحاسوب، والتي كانت حافزًا لتطوير طريقة العناصر المنتهية في الهندسة المدنية.